# Mononcholaimus gabriolae
Mononcholaimus gabriolae är en rundmaskart som beskrevs av Allgen 1951. Mononcholaimus gabriolae ingår i släktet Mononcholaimus och familjen Oncholaimidae. Inga underarter finns listade i Catalogue of Life.